# Polistes kaibabensis
Polistes kaibabensis är en getingart som beskrevs av Kenneth J. Hayward 1932.
Polistes kaibabensis ingår i släktet pappersgetingar och familjen getingar. Inga underarter finns listade i Catalogue of Life.